# Saša Ilić (football, 1972)
Pour l’article homonyme, voir Saša Ilić.
Saša Ilić (en serbe en écriture cyrillique : Саша Илић), né le 18 juillet 1972 à Melbourne (Australie), est un footballeur serbo-australien,  international yougoslave, qui évoluait au poste de gardien de but.

## Palmarès

### En équipe nationale
- 2 sélections et 0 but avec l'équipe de Yougoslavie entre 1998 et 2001.

### Avec le Charlton Athletic
- Vainqueur du Championnat d'Angleterre de D2 (First Division) en 2000.